# Мучинк, Ян Богувер
Ян Богувер Мучинк, немецкий вариант — Йоганн Траугот Мучинк, псевдоним — Горислав (в.-луж. Jan Bohuwěr Mučink, Horisław, нем. Johann Traugott Mutschink, 12 декабря 1821 года, деревня Нехен около Лёбау, Земицы-Тумицы, Саксония — 24 января 1904 года, Будишин, Саксония) — серболужицкий писатель, поэт, публицист, педагог и краевед. Писал на немецком и верхнелужицком языках.

## Биография
Родился 12 декабря 1821 года в крестьянской семье Яна Мучинка и Агнессы Эйсельт в серболужицкой деревне Нехен в окрестностях города Лёбау. С 1839 года по 1842 год обучался в педагогическом училище в Будишине, после чего работал помощником учителя в серболужицких деревнях Клюкш, Барче, Больборцы и Несвачидло. С 1845 года по 1890 года работал учителем в деревне Земицы. Будучи учителем публиковал свои литературные произведения и разнообразные статьи в различных немецких и серболужицких периодических изданиях, касавшиеся краеведения, культуры, истории и литературы лужицких сербов. В 1847 году вступил в серболужицкое культурно-просветительское общество «Матица сербская».
Был знаком с первой серболужицкой поэтессой Гертой Вичазец, с которой его связывали любовные отношения. Повлиял на её творчество, предложив ей писать стихотворения на верхнелужицком языке.
В 1890 году вышел на пенсию. Скончался 24 января 1904 года в городе Демиц-Тумице.

## Творчество
По некоторым данным опубликовал около 18 тысяч статей. 
В 1843 году опубликовал политический очерк, который впервые призывал лужицких сербов поддерживать идеи панславизма. В 1849 году издал брошюру «Ribowčenjo abo politiske powědančko z nětčišich časow», в котором провозглашал демократические идеи. В 1850 году опубликовал роман «Hród na Zhorjelskej horje Landskrónje».
Публиковал свои рассказы, эссе, стихотворения, статьи на сельскохозяйственную тему, пчеловодству, по истории и культуре лужицких сербов на страницах немецких журналов «Sächsischen Erzähler» и «Gebirgsfreund». 